# Lenguas yutoaztecas
Las lenguas yutonahuas(mal llamadas yutoaztecas) forman una familia de lenguas amerindias ampliamente difundida por América del Norte, con aproximadamente dos millones de hablantes. Algunos investigadores creen que tiene su origen histórico en algún lugar situado hacia el suroeste de los Estados Unidos o el noroeste de México, y debe su gran difusión a importantes migraciones de sus hablantes tanto hacia tierras mesoamericanas como hacia el norte.
Aunque la denominación tradicional yutoazteca ha sido criticada por varias razones (la palabra yuto viene de yūt(ā), nombre de la nación Ute, y debería pronunciarse de forma que no se trastocara; azteca es un nombre equivocado para la lengua náhuatl), lo que ha generado la propuesta del nombre yutonahua, que sin embargo no ha obtenido aceptación general.

## Clasificación interna
Existe constancia de la existencia de unas sesenta lenguas yutoaztecas, de las que sobreviven actualmente algo más de veinte.
Con respecto a la clasificación interna dentro de la familia yuto-azteca se distinguen dos grandes divisiones, una septentrional (grupo yuto o shoshoneana) y otra meridional. La mayoría de las lenguas meridionales se hablan en Mesoamérica y norte de México, mientras que todas las lenguas septentrionales se hablan en Estados Unidos. Esta familia completa se compone de ocho grupos, de los que cuatro conforman la división septentrional y otros cuatro la división meridional. La antigua división nahua o aztecoide constituye un subgrupo de la división meridional.
1. Las lenguas principales de la división shoshoneana o yuta, habladas todas ellas en los Estados Unidos, son las siguientes:
  1. Subdivisión númica o shoshoni, (denominado antes shoshoni de la meseta Shoshone) y que comprende los siguientes grupos:
    1. Númico occidental, que incluye:
      1. Mono: 3000-4000 hablantes (1925);[6] 39 (1994)[7]
      2. Paiute septentrional: 1000 (1980);[8] 1630 (1990)[9]

    2. Númico central, que incluye:
      1. Shoshoni-goshiute: 2000 (1980);[8] 2910 (2000)[10]
      2. Shoshoni panamint (koso, timbisha): 20 (1998)[11]
      3. Comanche: 1000 (1980);[8] 200 (2000)[12]

    3. Númico meridional, que incluye
      1. Paiute meridional (yute, chemehuevi):[13] 2000 (1980);[8] 1980 (2000)[14]
      2. Kawaiisu: 5 (2005)[15]

  2. Tübatulabal
    1. Tübatulabal: 6 (2000)[16]

  3. Subdivisión tákica o californiana meridional, que comprende los siguientes grupos:
    1. Serrano-gabrieleño, que incluye:
      1. Serrano: 1 (1994)[17]
      2. Kinatemuk †
      3. Gabrieleño-fernandeño †
      4. Tataviam †

    2. Cupano-luiseño
      1. Luiseño-juaneño: 35-39 (2000)[18]
      2. Cahuilla: 14 (1994)[19]
      3. Cupeño †
      4. Nicoleño †

  4. Hopi, cuyo único sobreviviente es el:
    1. Hopi: 5000 (1980);[8] 5260 (2000)[20]
2. Las lenguas de la división meridional son las siguientes:
  1. Subdivisión pima-tepehuana, que incluye:
    1. Pápago: 8000 (1980);[8] 9600 (2000)[21]
    2. Pima bajo: 5000 (1980);[8] 1000 (1989)[22]
    3. Tepehuán meridional
      1. Sudeste: 10 600 (2005)[23]
      2. Suroeste: 8700 (2005)[24]

    4. Tepehuán septentrional: 6200 (2005)[25]
    5. Zacateco[26] †
    6. Tepecano †

  2. Subdivisión taracahíta que comprende los grupos:
    1. Tarahumara-guarijío, que comprende:
      1. Tarahumara: 50 000 (1981);[27] 65 000 (1999)[28] 91 554 (2020)[1]
        1. Central: 30 000-40 000 (1997);[29] 55 000 (2000)[30]
        2. Norte: 300 (1994);[31] 500 (1997)[29]
        3. Sudeste: desconocido[32]
        4. Suroeste: 100 (1983);[33] 100 (1997)[29]
        5. Occidental: 39 800 (1996);[34] 5000-10 000 (1997)[29]

      2. Guarijío: 2000-3000 (1997);[29] 2139 (2020)[1]

    2. Cahíta, que incluye:
      1. Mayo: 38 507 (1995)[1]
      2. Yaqui: 19 376 (2020)[1]

    3. Ópata-eudeve, que incluye: lenguas extintas como el ópata, el eudeve (dohema, jova o heve). El ópata tiene 15 hablantes no nativos (1993).[35]
      1. Ópata, que tenía 15 hablantes no nativos (1993).[35]
      2. Eudeve (dohema, jova o heve) †

  3. Subivisión corachol o corana que incluye:
    1. Cora: 33 226 (2020)[1]
      1. El Nayar: 8000 (1993)[36]
      2. Santa Teresa: 7000 (1993)[37]

    2. Huichol: 60 263 (2020)[1]
    3. Guachichil[38] †

  4. Subdivisión nahuatlana o nahua contiene:
    1. Náhuatl: 1 500 000 (2000)[39][40]
    2. Náhuat: 30 000 activos y 45 000 pasivos (1937);[41] 200-2000 (1976);[42] 20 (1987)[43]
    3. Pochuteco †

El proyecto comparativo ASJP que se basa en distancia de Levenshtein de una lista de cognados clasifica automáticamente las lenguas en un árbol binario. Para la familia utoazteca el árbol que proporciona, que no necesariamente se corresponde en todos los detalles con el árbol filogenético correcto, es el siguiente:

|  | \| \| Tübatulabal \| \| \| \| \| \| G. Tákico \| \| \| \| |
|  |                                                           |
|  | Hopi                                                      |
|  |                                                           |
|  | Tübatulabal                                               |
|  |                                                           |
|  | G. Tákico                                                 |
|  |                                                           |

|  | Tübatulabal |
|  |             |
|  | G. Tákico   |
|  |             |

|  | \| \| Tübatulabal \| \| \| \| \| \| G. Tákico \| \| \| \| |
|  |                                                           |
|  | Hopi                                                      |
|  |                                                           |
|  | Tübatulabal                                               |
|  |                                                           |
|  | G. Tákico                                                 |
|  |                                                           |

|  | Tübatulabal |
|  |             |
|  | G. Tákico   |
|  |             |

|  | Tarahumara-Guarijío                                  |
|  |                                                      |
|  | \| \| G. Cahíta \| \| \| \| \| \| Eudeve \| \| \| \| |
|  |                                                      |
|  | G. Cahíta                                            |
|  |                                                      |
|  | Eudeve                                               |
|  |                                                      |

|  | G. Cahíta |
|  |           |
|  | Eudeve    |
|  |           |

|  | Tarahumara-Guarijío                                  |
|  |                                                      |
|  | \| \| G. Cahíta \| \| \| \| \| \| Eudeve \| \| \| \| |
|  |                                                      |
|  | G. Cahíta                                            |
|  |                                                      |
|  | Eudeve                                               |
|  |                                                      |

|  | G. Cahíta |
|  |           |
|  | Eudeve    |
|  |           |

|  | Tarahumara-Guarijío                                  |
|  |                                                      |
|  | \| \| G. Cahíta \| \| \| \| \| \| Eudeve \| \| \| \| |
|  |                                                      |
|  | G. Cahíta                                            |
|  |                                                      |
|  | Eudeve                                               |
|  |                                                      |

|  | G. Cahíta |
|  |           |
|  | Eudeve    |
|  |           |

|  | Tarahumara-Guarijío                                  |
|  |                                                      |
|  | \| \| G. Cahíta \| \| \| \| \| \| Eudeve \| \| \| \| |
|  |                                                      |
|  | G. Cahíta                                            |
|  |                                                      |
|  | Eudeve                                               |
|  |                                                      |

|  | G. Cahíta |
|  |           |
|  | Eudeve    |
|  |           |

|  | \| \| Tübatulabal \| \| \| \| \| \| G. Tákico \| \| \| \| |
|  |                                                           |
|  | Hopi                                                      |
|  |                                                           |
|  | Tübatulabal                                               |
|  |                                                           |
|  | G. Tákico                                                 |
|  |                                                           |

|  | Tübatulabal |
|  |             |
|  | G. Tákico   |
|  |             |

|  | \| \| Tübatulabal \| \| \| \| \| \| G. Tákico \| \| \| \| |
|  |                                                           |
|  | Hopi                                                      |
|  |                                                           |
|  | Tübatulabal                                               |
|  |                                                           |
|  | G. Tákico                                                 |
|  |                                                           |

|  | Tübatulabal |
|  |             |
|  | G. Tákico   |
|  |             |

|  | Tarahumara-Guarijío                                  |
|  |                                                      |
|  | \| \| G. Cahíta \| \| \| \| \| \| Eudeve \| \| \| \| |
|  |                                                      |
|  | G. Cahíta                                            |
|  |                                                      |
|  | Eudeve                                               |
|  |                                                      |

|  | G. Cahíta |
|  |           |
|  | Eudeve    |
|  |           |

|  | Tarahumara-Guarijío                                  |
|  |                                                      |
|  | \| \| G. Cahíta \| \| \| \| \| \| Eudeve \| \| \| \| |
|  |                                                      |
|  | G. Cahíta                                            |
|  |                                                      |
|  | Eudeve                                               |
|  |                                                      |

|  | G. Cahíta |
|  |           |
|  | Eudeve    |
|  |           |

|  | Tarahumara-Guarijío                                  |
|  |                                                      |
|  | \| \| G. Cahíta \| \| \| \| \| \| Eudeve \| \| \| \| |
|  |                                                      |
|  | G. Cahíta                                            |
|  |                                                      |
|  | Eudeve                                               |
|  |                                                      |

|  | G. Cahíta |
|  |           |
|  | Eudeve    |
|  |           |

|  | Tarahumara-Guarijío                                  |
|  |                                                      |
|  | \| \| G. Cahíta \| \| \| \| \| \| Eudeve \| \| \| \| |
|  |                                                      |
|  | G. Cahíta                                            |
|  |                                                      |
|  | Eudeve                                               |
|  |                                                      |

|  | G. Cahíta |
|  |           |
|  | Eudeve    |
|  |           |

En particular el árbol anterior coloca aparte a la rama aztecoide (náhuatl-pochuteco).

### Extensión geográfica

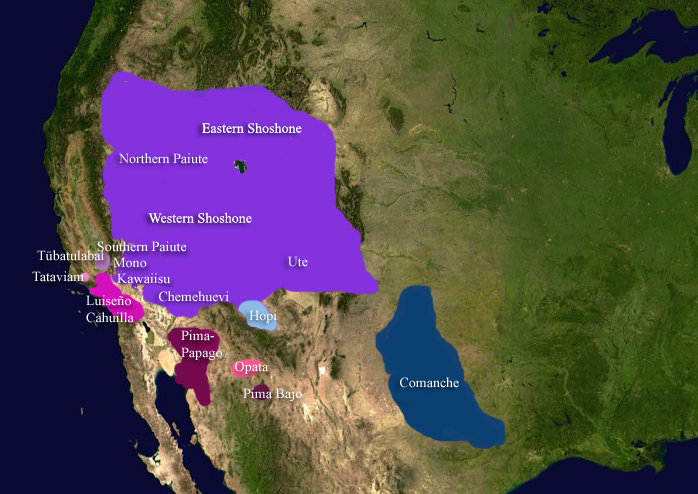
Extensión de las lenguas uto-aztecas septentrionales en Estados Unidos y México.

Extensión de las lenguas yutoaztecas meridionales en México.

### Lenguas de probable parentesco yutoazteca
Hay algunas lenguas extintas de probablemente filiación yutoazteca, cuya relación genética es más difícil de precisar debido a la escasez de datos. Dicha lista en orden alfabético sería la siguiente:
Acaxee o Aiage
Caxcán
Baciora
Basopa
Batuc (dialecto Ópata?)
Cahuimeto o cahuameto
Chicorato
Chínipa
Coca
Colotlan
Conamito
Concho (dialectos: Chinarra, Chizo)
Conicari
Guisca o Coisca (Nahua?)
Guasave (dialectos: Compori, Ahome, Vacoregue, Achire)
Guazapar o Guasapar
Hio
Huite
Hualahuís
Irritila
Jova, Jobal o Ova (Ópata?)
Jumano o Humano
Lagunero (Irritila?)
Macoyahui
Meztitlaneca
Mocorito
Nacosura (dialecto ópata ?)
Nio
Ocoroni
Oguera o Ohuera
Papayeca
Sayulteco
Suma (= Jumano?)
Tahue
Tecuexe
Témori
Tecual
Tepahue
Tepaneco
Teul
Topia
Topiame
Tubar
Xixime o jijime
Zoe
Las lenguas macoyahui, conicari, tepehue, macoyahui y baciroa son probablemente cahítas. Comanito y mocorito, también cahítas, tal vez eran dialectos del tahue o del mayo. Esos dos grupos vivieron en la región montañosa alrededor del nacimiento del río Sinaloa. Chínipa, guasapar y probablemente témori eran tarahumaras, probablemente de la rama guarijío, siendo habladas en el nacimiento del río Mayo y el río Chínipas. Los témoris vivieron al sur de esta región. La lengua conchi (concho) era probablemente taracahíta y perteneció a un pueblo que vivió en los llanos de Chihuahua oriental, al este del ópata y el tarahumara. La lengua yumana o jumana (suma) de afiliación desconocida, era hablada en el norte del río Conchos junto al río Grande. Zoe, probablemente relacionada con el conamito, era hablada en una pequeña región cerca del actual Choix, Sinaloa. El acaxee era casi seguro una taracahíta, posiblemente del subgrupo cahíta.

### Relaciones con otras familias
Se han hecho intentos de relacionar las lenguas yutoaztecas, con otras familias de lenguas, como por ejemplo con las lenguas kiowa-tanoanas. Se ha propuesto incluso una macrofamilia azteco-tanoana, pero la evidencia en favor de esto es todavía débil y lejos de ser concluyente.

## Características comunes
Algunas características y tendencias comunes de estas lenguas son:

### Fonología
- En general existe distinción entre vocales largas y breves.
- Tendencia a que los contrastes de sonoridad no sean relevantes, solo en unas pocas lenguas como el guarijío el contraste es fonémico.
- Tendencia a estructuras silábicas simples, generalmente la sílaba más complicada posible en estas lenguas es del tipo CVC.

Los sistemas fonológicos de las diversas lenguas difieren pero para el proto-yutoazteca se ha reconstruido el siguiente sistema, respecto al cual la mayoría de lenguas no difieren demasiado:
|           | bilabial | coronal | palatal | velar | labio- velar | glotal |
| --------- | -------- | ------- | ------- | ----- | ------------ | ------ |
| oclusiva  | *p       | *t      |         | *k    | *kʷ          | *ʔ     |
| africada  |          | *ʦ      |         |       |              |        |
| fricativa |          | *s      |         |       |              | *h     |
| nasal     | *m       | *n      |         | *ŋ    |              |        |
| vibrante  |          | *r      |         |       |              |        |
| semivocal |          |         | *j      |       | *w           |        |

- n y *ŋ pueden haber dado *l y *n, respectivamente.

En cuanto a las vocales el proto-utoazteca habría tenido cinco vocales breves y cinco vocales largas:
|         | Anterior | Central | Posterior |
| ------- | -------- | ------- | --------- |
| Cerrada | *i, *ī   | *i, *ī  | *u, *ū    |
| Abierta |          | *a, *ā  | *o, *ō    |

### Morfología
- Los nombres en general carecen de caso morfológico, y tienen una morfología flexiva muy sencilla. Un sufijo nominal claramente reconstructible es la marca de absolutivo *-ta, que tiene significados gramaticales diferentes en las lenguas modernas, por lo que es difícil reconstruir su significado original.
- En cuanto al plural existen varios patrones, en hopi, tarahumara, pápago y eudeve es común la reduplicación de la primera sílaba como marca de plural, mientras que náhuatl es marginal y solo se conserva en ciertas palabras. A veces además de la reduplicación aparece algún sufijo adicional para marcar pluralidad: En hopi, eudeve y sobre todo náhuatl también existen como marcas verbales y nominales el plural en *-ti. También se documenta un sufijo de plural *-me, en náhuatl y hopi, que forma plural de algunos sustantivos. En náhuatl clásico -meh (<*-me-ti) y -tin (<*-ti-me) como marcas de plural están en distribución complementaria el primero aparece en raíces acabadas en vocal y el otro en raíces acabadas en consonante. En hopi el reparto entre -ma (<*-me) y -t (<*-ti) no responde a ninguna regla regular (excepto porque el primero es el único que marca el plural de los pronombres).
- No existe género gramatical convencional, aunque en general los entes animados presentan distinto tratamiento: en varias de estas lenguas los inanimados no distinguen entre formas de singular y plural.
- Los verbos en cambio tienen una amplia variedad de prefijos y sufijos flexivos, para marcar el sujeto, el objeto, el aspecto, el tiempo o el modo. Además de la voz pasiva también existen en numerosas lenguas voces oblicuas formadas por sufijos derivativos de tipo causativo y benefactivo.
- El nombre puede tomar sufijos y prefijos verbales para expresar predicaciones intransitivas. No existe verbo copulativo.
- Existencia de reduplicación inicial para expresar acción reiterada en los verbos o pluralidad en los nombres, aunque la amplitud del uso varía mucho de una lengua a otra.
- La mayoría de lenguas tienen una morfología derivativa fuertemente aglutinante.

### Sintaxis
- La mayoría de las lenguas utoaztecas son lenguas de núcleo final y por tanto suelen tener el verbo al final. Esto está relacionado con dos propiedades que pueden verse como casos particulares:
  - Las adposiciones suelen ser pospuestas, es decir, existen postposiciones no preposiciones.
  - El orden básico del proto-utoazteca parece haber sido SOV orden que se conserva en las formas verbales con clíticos de persona del náhuatl, en hopi y en huichol.
- No es frecuente que existan formas verbales especiales, ni subordinación verbal, sino más bien verbos seriados.
- Muchas tienen un verbo auxiliar en segunda posición, como el paiute septentrional, mono, comanche, shoshone, paiute meridional, chemehuevi kitanemuk, serrano, luiseño, cupeño y tubatulabal. Solo el hopi y tarahumara tienen verbo al final sin auxiliar secundario.

### Comparación léxica
A continuación se reproduce una lista de cognados de lenguas utoaztecas pertenecientes a diferentes grupos que permiten reconocer los parentescos más cercanos y la evolución fonológica seguida por varias lenguas:
|           | PROTO-YA | Hopi  | Náhuatl    | Huichol | Comanche  | Pápago  | Pima   | Yaqui  | Mayo   | Rarámuri | Guarijío  |
| --------- | -------- | ----- | ---------- | ------- | --------- | ------- | ------ | ------ | ------ | -------- | --------- |
| 'ojo'     | *pusi    | pūsi  | iš-        | hixie   | pui       | hehewo  | vuhi   | pūsim  | pūsi   | busí     | pusi      |
| 'oreja'   | *naka    | naqvi | nakas-     | naka    | naki      | nahk    | naka   | nakam  | naka   | nalá     | nahka-    |
| 'nariz'   | *yaka    | yaqa  | yaka-      |         |           | thahk   | daka   | yeka   | yeka   | aká      | yahka-    |
| 'boca'    | *tini    |       | tēn-       | teni    | tīpe      | chini   | teni   | tēni   | tēni   | riní     |           |
| 'diente'  | *tami    | tama  | tlam-      | tame    | tāma      | tahtami | tatami | tamim  | tami   | ramé     | tame-     |
| 'piojo'   | *ʔati    |       | atem-      | ʔate    |           |         | aʔati  | ete    | ete    |          | ehte      |
| 'pez'     | *mutsi   |       | mich-      |         |           |         |        | muchu  |        | musí     |           |
| 'pájaro'  | *tsūtu   | tsiro | tōtol-     |         | tosapiti' |         |        | wīkit  |        | churugí  | chuʔruki  |
| 'luna'    | *mītsa   | mūyau | mēts-      | metsa   | mïa       | mashath | masadi | mēcha  | mēcha  | micha    | mecha     |
| 'agua'    | *pāʔ     | pāhu  | ā-         | ha      | pā        | waʔig   |        | bāʔam  | vāʔa   | bāʔwí    | paʔwi     |
| 'fuego'   | *tahi    |       | tle-       | tai     |           |         | taʔi   | taji   | tahi   |          | naʔi      |
| 'ceniza'  | *nasi    |       | neš-       | naxi    |           |         | mahta  | naposa | naposa | napisó   | nahpiso   |
| 'nombre'  | *tikwa   |       | tōka-      |         |           |         | te'ega | team   | tewa   | riwá     | tewa      |
| 'dormir'  | *kotsi   |       | kochi-     | kutsi   |           | kohsig  | kosia  | koche  | kōche  | kochí    | kochi     |
| 'conocer' | *māti    |       | mati       |         |           |         | mātia  |        |        | machí    | machi     |
| 'ver'     | *pita    |       | itta       |         |           |         |        | bicha  | bicha  |          |           |
| 'ver'     | *tiwa    | tiwa  |            |         |           |         | mātia  |        |        | ritiwá   | tewa      |
| 'dar'     | *maka    | maqa  | maka       |         |           |         | makia  | maka   | māka   |          |           |
| 'quemar'  | *taha    |       | tlala      | tai-    |           |         |        | taya   | taya   | rajá     | taha-     |
| 1.ª pers. | *naʔa    | niʔ   | ni-/no-/na | ne      | ni        | ni      | āni/in | inepo  | inapo  | nijé     | nē-/ noʔo |
| 2.ª pers. |          | ʔim   | mo-        |         | en        |         | am     | empo   | empo   | mujé     | amo/ mū   |
| 'quién'   | *ʔakw    | hak   | ak-        |         | hakari    | hedai   | heri   | jabē   | have   |          | ābu       |
| 'uno'     | *sɨm-    | sūkya | sem        | xewi    | sïmï      | hemako  | hemak  | sēnu   | sēun   |          |           |
| 'dos'     | *wō-     | lōyom | ōme        | huta    | waha      | gohk    | goka   | woi    | wōyi   | okuá     | woka      |
| 'tres'    | *pahayu  | pāyom | ēyi        | haika   | pahi      | waik    | vaika  | baj    | baih   | bikiyá   | paiká     |
En cuanto a los numerales se tienen las siguientes formas reconstruidas para cada uno de los subgrupos utoaztecas principales:
| GLOSA | Yutoazteca septentrional | Yutoazteca septentrional | Yutoazteca septentrional | Yutoazteca meridional | Yutoazteca meridional | Yutoazteca meridional | Yutoazteca meridional | PROTO- YUTOAZTECA   |
| GLOSA | Hopi                     | PROTO- NÚMICO            | PROTO- TÁKICO            | PROTO- TEPIMANO       | PROTO- TARACAHÍTA     | PROTO- CORACHOL       | PROTO- NAHUA          | PROTO- YUTOAZTECA   |
| ----- | ------------------------ | ------------------------ | ------------------------ | --------------------- | --------------------- | --------------------- | --------------------- | ------------------- |
| '1'   | sūkyaʔ                   | *sɨmɨʔ-                  | *supuli                  | *hɨma-k               | *sen- *-pɨlai         | *semi                 | *səm                  | *sɨmaʔ              |
| '2'   | lööyöm                   | *waha-yu                 | *wøhi                    | *gō-k                 | *wō-y(-ka)            | *wō-                  | *ō-me                 | *waka-~ *wō         |
| '3'   | pāyom                    | *paha(i)-yu              | *pāhai                   | *βai-k                | *βahi(-ka)            | *wai-ka               | *ēyi                  | *pahi(-ka)~ paha-yo |
| '4'   | nālöyöm                  | *wa¢ikʷɨ-yu              | *wa¢i-                   | *mākoβa               | *nawoy(-ka)           | *na-woka              | *nāwo-yom             | *nā-waka-           |
| '5'   | tsivot                   | *manɨki-yu               | *mahat                   | *ma-                  | *maniki               | *ansami               | *mākʷīl               | *ma- 'mano'         |
| '6'   | navay                    | *nāpah(a)i-yu            | *pa-pāhay                |                       | *βusani               | *ata-semi             | *čikʷa-sē             | *nā-paha-yo (2 x 3) |
| '7'   | ¢aŋeʔ                    | *tā¢ɨwɨi-yu              |                          |                       |                       | *ata-wō-              | *čik-ō-me             | *5+2                |
| '8'   | nanalt                   | *wōsɨwɨ-yu               |                          |                       | *wosa-na-woy(-ka)     | *ata-wai-ka           | *čikʷ-ēyi             | *2 x 4 *5 + 3       |
| '9'   | pevt                     | *kʷanɨki-yu              |                          |                       |                       | *ata-na-wo-ka         | *čikʷ-nāwo-yom        |                     |
| '10'  | pakwt                    | *sīmɨmano-yu             |                          |                       | *makoʔi               | *tamāmata             | *maʔ-tak-             |                     |
La mayor parte de las transcripciones anteriores se basan en el alfabeto fonético americanista.

## Expansión de la familia

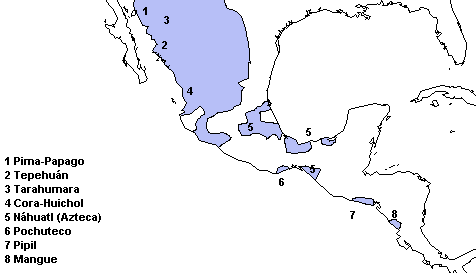
Expansión de las lenguas uto-aztecas hacia el sur.

Convencionalmente se considera que la familia consta de dos divisiones principales: la división yuta situada al norte (Estados Unidos y frontera norte mexicana) y la división sonorense o mexicana situada más al sur (México y frontera sur estadounidense). El territorio de algunas pocas lenguas de hecho cae a los dos lados de la frontera mexicano-estadounidense.
El foco de expansión de la familia pudo haber estado situado en algún punto cercano a la actual frontera entre México y Estados Unidos. Se ha estimado que el proto-yutoazteca, la protolengua que dio lugar a la familia habría existido c. 2800 a. C. Hacia el 2000 a. C. la diferenciación dialectal debía ser suficientemente alta como para considerar que la variedad norte llamada proto-yuto era diferente de la variedad sur llamada proto-sonorense (aunque podría argumentarse que en realidad existían tres variedades proto-yuto, proto-pima y proto-sonorense meridional, protolengua que dio lugar al resto de subfamilias del sur). El proto-yuto habría existido hacia el 1400 a. C., el proto-pima habría evolucionado como rama más o menos distinguida dentro de la división sonorense rompiéndose su unidad hacia el siglo 1200 d. C. El proto-corachol podría situarse por la misma época que el proto-náhuatl, hacia el siglo V d. C., y el proto-taracahíta habría empezado a romper su unidad un poco antes.
La historia de las lenguas más septentrionales es menos conocidas que las lenguas del sur, muchas de las cuales quedaron integradas en el área lingüística mesoamericana y adquirieron algunos rasgos típicos de esa área por contacto prolongado con hablantes de otras lenguas del área. Se supone que los grupos nahuas hablantes del proto-náhuatl entraron en Mesoamérica c. 500 d. C. Las fases de la expansión de los pueblos nahuas es algo más conocida y puede ser contrastada en parte con evidencias arqueológicos e incluso para el período más tardío con los relatos tradicionales de tōltēcas y āztēcas, o mēxicas. Estos pueblos habrían entrado en el Valle de México hacia el 800 d. C., y habrían formado la élite dominante en el reino tolteca y más tarde del Imperio azteca.